# Are You Gonna Go My Way
Are You Gonna Go My Way ist das dritte Studioalbum des US-amerikanischen Musikers Lenny Kravitz aus dem Jahr 1993.

## Zur Entstehung
Die erstveröffentlichung von Are You Gonna Go My Way erfolgte am 1. März 1993 bei Virgin Records. Das Album erschien in seiner Originalausführung als CD mit elf Titeln (Katalognummer: 7869842). Am 20. September 2013 erschien eine sogenannte „20th Anniversary Deluxe Edition“ mit sieben Bonustiteln sowie einem zusätzlichen Tonträger mit Akustikversionen, Demoaufnahmen und einem BBC-Inverview mit Mick Wilkojc (Katalognummer: 06025 3748902). Am 21. September 2018 erschien das Album erstmals als LP (Katalognummer: 060256755779).
Das Album wurde in den Waterfront Studios in Hoboken, New Jersey aufgenommen. Musikalisch war es von Künstlern wie Jimi Hendrix, John Lennon, Curtis Mayfield, Sly and Robbie und Prince inspiriert, wies also einen eher an die 1970er angelehnten Stil auf. Craig Ross übernahm einige Gitarrenspuren und schrieb auch mehrere Stücke mit, darunter das Titelstück, das zum Hit wurde.

## Titelliste
1. Are You Gonna Go My Way (Kravitz, Ross) – 3:31
2. Believe (Hirsch, Kravitz) – 4:50
3. Come On and Love Me (Kravitz) – 3:52
4. Heaven Help (Britten, DeVeaux) – 3:10
5. Just Be a Woman (Kravitz) – 3:50
6. Is There Any Love in Your Heart? (Kravitz, Ross) – 3:39
7. Black Girl (Kravitz) – 3:42
8. My Love (Kravitz, Ross) – 3:50
9. Sugar (Kravitz) – 4:00
10. Sister (Kravitz) – 7:02
11. Eleutheria (Kravitz) – 4:48

## Rezeption
Rezensionen
Stephen Thomas Erlewine von Allmusic nannte das beständigste Album von Lenny Kravitz und bewertete es mit 4,5 von 5.
Preise
Das Musikvideo zum gleichnamigen Lied gewann einen MTV Video Music Award.

## Kommerzieller Erfolg

### Chartplatzierungen
Are You Gonna Go My Way avancierte zum Nummer-eins-Album in Australien, der Schweiz und dem Vereinigten Königreich. Darüber hinaus erreichte es Top-10-Platzierungen in Neuseeland (Rang 2), den Niederlanden und Österreich (Rang 3), Schweden (Rang 5), Norwegen (Rang 6) und Deutschland (Rang 7).
| ChartsChartplatzierungen       | Höchstplatzierung | Wochen |
| ------------------------------ | ----------------- | ------ |
| Deutschland (GfK)              | 7 (24 Wo.)        | 24     |
| Österreich (Ö3)                | 3 (24 Wo.)        | 24     |
| Schweiz (IFPI)                 | 1 (29 Wo.)        | 29     |
| Vereinigte Staaten (Billboard) | 12 (60 Wo.)       | 60     |
| Vereinigtes Königreich (OCC)   | 1 (50 Wo.)        | 50     |

| ChartsJahrescharts (1993) | Platzierung |
| ------------------------- | ----------- |
| Deutschland (GfK)         | 35          |
| Österreich (Ö3)           | 13          |
| Schweiz (IFPI)            | 8           |

### Auszeichnungen für Musikverkäufe
| Land/Region                  | Auszeichnungen für Musikverkäufe (Land/Region, Auszeichnung, Verkäufe) | Verkäufe  |
| ---------------------------- | ---------------------------------------------------------------------- | --------- |
| Argentinien (CAPIF)          | Gold                                                                   | 30.000    |
| Australien (ARIA)            | 2× Platin                                                              | 140.000   |
| Deutschland (BVMI)           | Gold                                                                   | 250.000   |
| Frankreich (SNEP)            | Platin                                                                 | 300.000   |
| Japan (RIAJ)                 | Platin                                                                 | 200.000   |
| Kanada (MC)                  | 4× Platin                                                              | 400.000   |
| Neuseeland (RMNZ)            | 2× Platin                                                              | 30.000    |
| Niederlande (NVPI)           | Platin                                                                 | 100.000   |
| Norwegen (IFPI)              | Gold                                                                   | 25.000    |
| Schweden (IFPI)              | Gold                                                                   | 50.000    |
| Schweiz (IFPI)               | Platin                                                                 | 50.000    |
| Spanien (Promusicae)         | Gold                                                                   | 50.000    |
| Vereinigte Staaten (RIAA)    | 2× Platin                                                              | 2.000.000 |
| Vereinigtes Königreich (BPI) | Gold                                                                   | 100.000   |
| Insgesamt                    | 6× Gold · 14× Platin ·                                                 | 3.625.000 |

Hauptartikel: Lenny Kravitz/Auszeichnungen für Musikverkäufe